# Constantin Dobrogeanu-Gherea
Constantin Dobrogeanu-Gherea (la naștere Solomon Katz, n. 21 mai 1855, Ekaterinoslav, Imperiul Rus – d. 7 mai 1920, București, România) a fost un scriitor și fruntaș socialist român de origine evreiască. Numele lui real era Solomon Katz, în limba ucraineană Mihail Nikitici Kass.

## Biografie
Constantin Dobrogeanu-Gherea a făcut studiile secundare la Ekaterinoslav și la Harkov, urmând apoi timp de un an cursurile Facultății de științe din Harkov. În anul 1875 vine în România, de unde însă va fi răpit 3 ani mai târziu de agenții ohranei țariste și întemnițat în Rusia. Va evada și reveni în România în anul 1879, de unde contribuie la editarea unor reviste precum ”Contemporanul”, ”Revista socială” și ”Critica socială”.
A fost unul dintre membrii marcanți ai Partidului Social Democrat Român, fiind principalul autor al programului Partidului Social Democrat al Muncitorilor din România, înființat în 1893 și reînființat în 1910. A fost un critic literar prodigios, cunoscut pentru polemica sa cu Titu Maiorescu. Acesta susținea ideea artei pentru artă, în timp ce Constantin Dobrogeanu-Gherea era adeptul teoriei artei cu tendință. A semnat și Ioan Gherea.
Lev Troțki îi face un portret special: "Printre miniștrii, diplomații sau prefecții din România, nu puțini sunt cei care au învățat alfabetul politic de la Gherea. Din fericire ei nu sunt singuri. Din 1890, Gherea a condus prima generație de muncitori socialiști români spre învățăturile marxismului. Gherea și Rakovsky au fost primii care au îndreptat Partidele socialiste spre Revoluția din Rusia și au inițiat un nou tip de partid socialist" .
Prin lucrarea sa Neoiobăgia, devine unul dintre părinții sociologiei din România. Fiul său, Alexandru Dobrogeanu-Gherea, este unul dintre membrii fondatori ai Partidului Comunist Român.

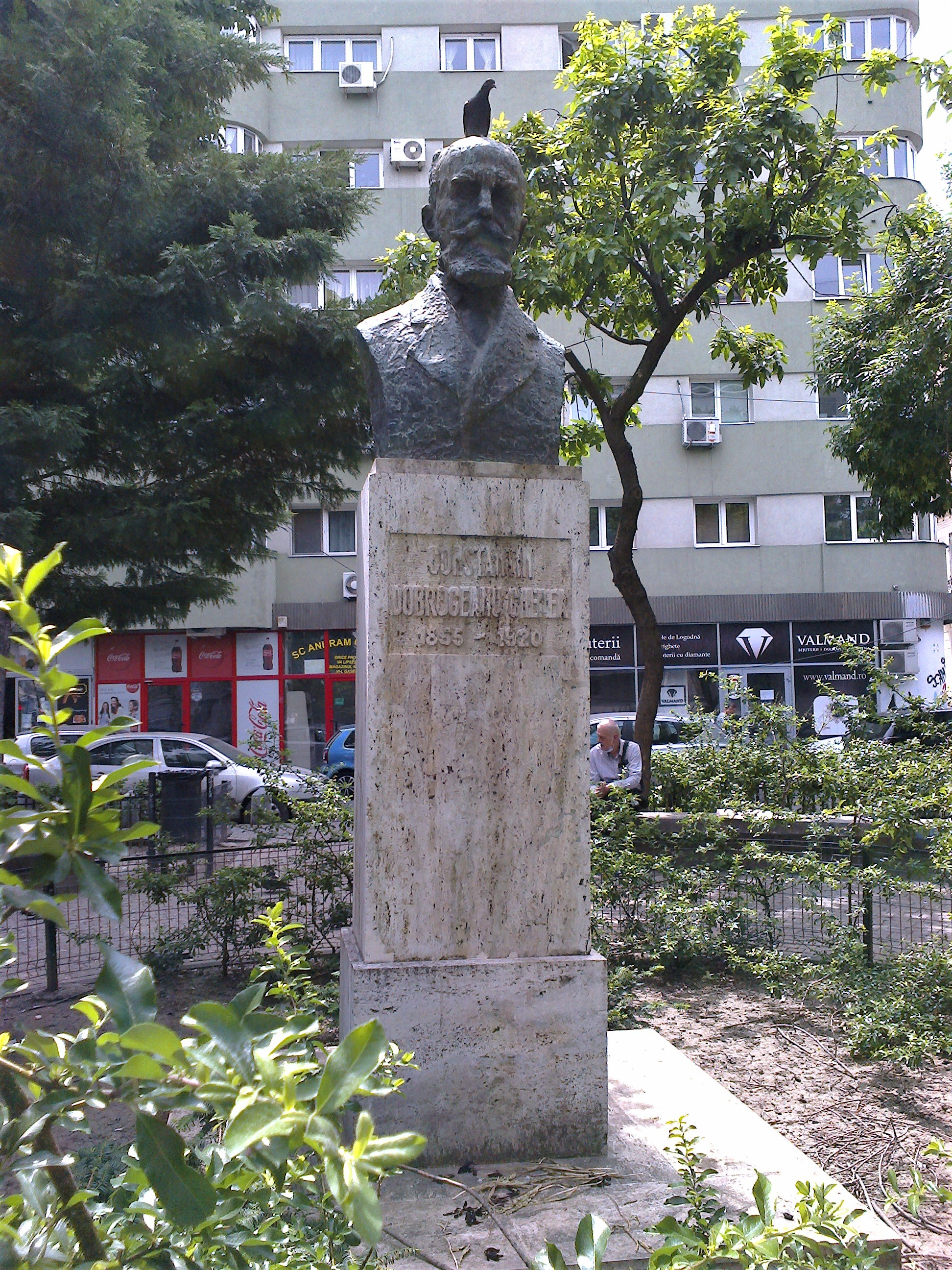
Statuia lui Constantin Dobrogeanu-Gherea din București

## Opera de studii critice
În cele trei volume de studii critice publicate i se reține meritul de a fi introdus critica de analiză în literatura română, după modele franceze, critica practicată de Titu Maiorescu fiind caracterizată de unii critici actuali drept judecătorească.
A fost influențat de contactul său cu literatura rusă, a comparat spre exemplu proza de analiză a lui Caragiale O făclie de Paște cu romanele lui Fiodor Dostoievski. A fost un adept al narodnicismului și un precursor al sămănătorismului, jucând, totodată, un rol activ în mișcarea poporanistă.
A deținut în proprietate restaurantul gării din Ploiești, fapt ce îi dădea prilejul lui Titu Maiorescu să lanseze ironii la adresa competențelor sale critice, spunând că lui Gherea îi reușesc mai bine sandvișurile decât articolele de critică literară, în timp ce Hasdeu, cu umorul său binecunoscut, spunea că mâncarea de la restaurantul criticului Gherea era "mai presus de orice critică". 
A fost unul din apropiații lui Ion Luca Caragiale și a scris un articol foarte incitant în care a încercat să stabilească posibilele cauze sociale ale pesimismului lui Mihai Eminescu, acesta fiind unul din primele studii de receptare ale operei marelui poet.
El poate fi considerat un precursor al criticii sociologice. Articolul său fundamental, o veritabilă ars poetica a criticii literare, rămâne Asupra criticii.

## Studii politice și sociale
- Neoiobăgia (Studiu economico-sociologic al problemei noastre agrare), 1910

## Studii critice
- Personalitatea și morala în artă
- Asupra criticii
- Tendenționismul și tezismul în artă
- Decepționismul în literatura română
- Cauza pesimismului în literatură și viață
- Asupra criticii metafizice și celei științifice
- Asupra esteticii metafizice și științifice
- Idealurile sociale și arta Asupra mișcării literare și științifice
- Munca creatoare și munca-exercițiu
- Dl Panu asupra criticii și literaturii

### În alte limbi
- Kritikai tanulmányok (Studii critice), traducere în limba maghiară de Csehi Gyula, Irodalmi Könyvkiadó, București, 1963.[10]

## Reeditări
- Studii critice, București, Ed. Viața Românească, 1923
- Studii social-politice, București, Ed. Politică, 1968
- Asupra criticei. Studii și articole, București, Ed. Minerva, 1973
- Studii critice, București, Ed. Minerva, 1976
- Critice. Studii și articole, București, Ed. Minerva, 1983
- Opere Complete, Editura Politică, București, Vol. 1-2-3-4-5-6-7-8; (1976-1983)

## Galerie

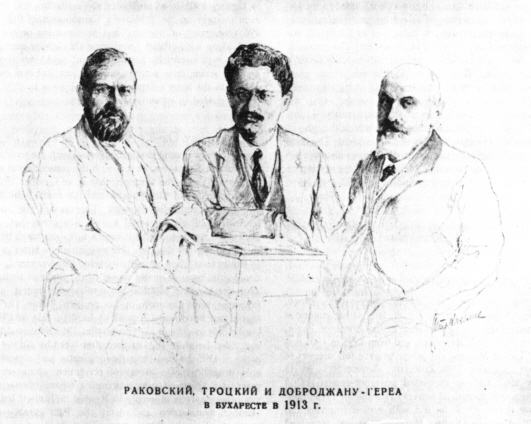
De la stânga la dreapta: Christian Rakovsky, Leon Trotsky și Constantin Dobrogeanu-Gherea la o întâlnire în București (1913)
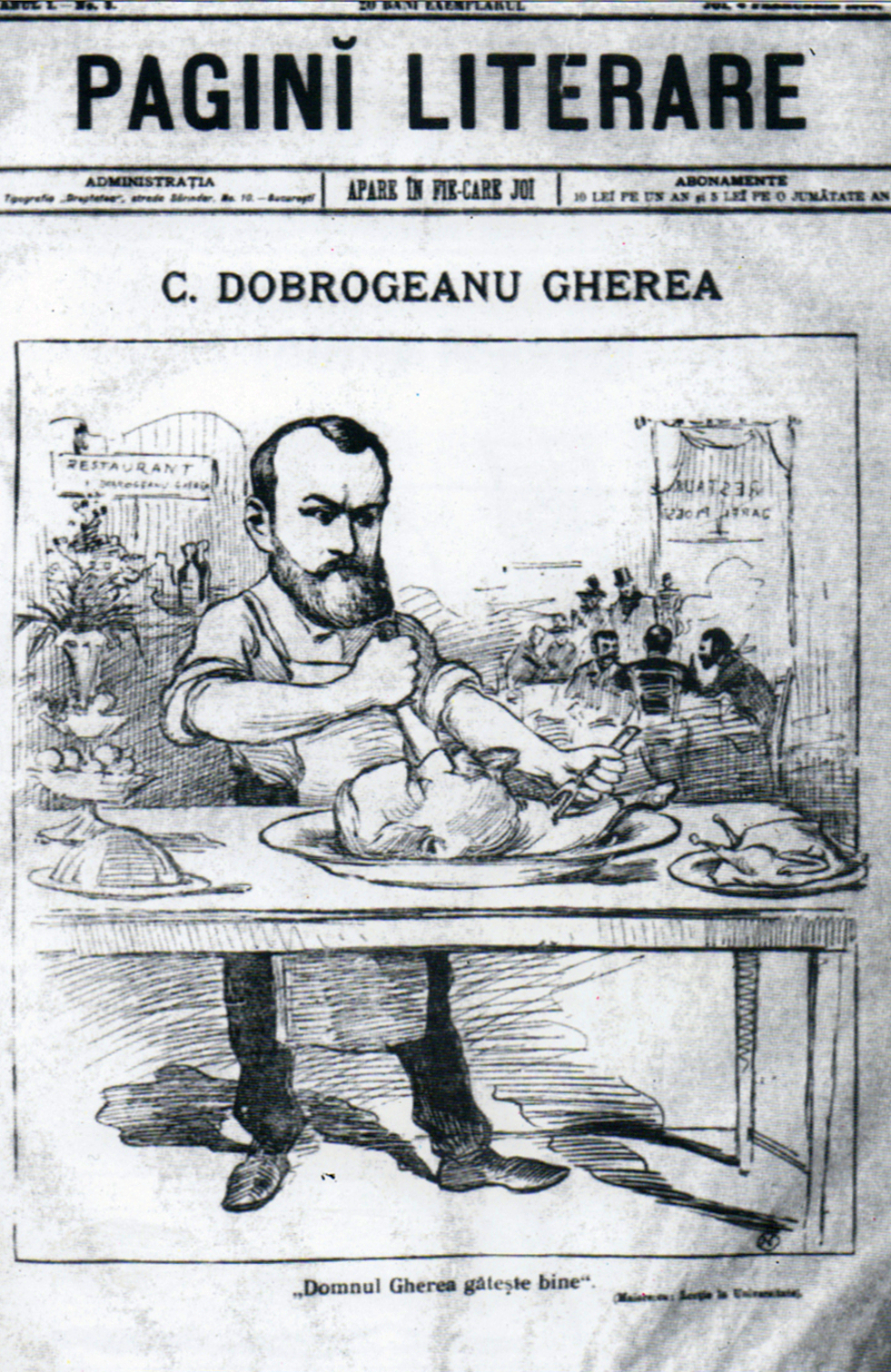
Domnul Gherea gătește bine, în Revista Pagini literare - de Nicolae S. Petrescu-Găină